# 酸化プロピレン
酸化プロピレン（さんかプロピレン）は、分子式 C3H6O で表される有機化合物で、エポキシドのひとつ。無色で揮発性の高い液体で、ポリウレタンをはじめとする各種化成品の原料として重要であり、石油化学工業的に大量に生産されている。別名プロピレンオキシド、1,2-エポキシプロパン、メチルオキシランなど。構造異性体のオキセタン（1,3-プロピレンオキシド）と区別するため1,2-プロピレンオキシドと呼ばれることもある。

## 性質
常温では無色でエーテル臭を持つ可燃性液体。ジエチルエーテル、エタノールなどと任意に混じり合い、水にもよく溶ける。
毒性・麻酔作用があり、皮膚に接触すると薬傷を生じる。
沸点（34℃）、引火点（−37℃）ともに低いため、非常に引火しやすい。また、アルカリ存在下では重合反応が進行し発熱・爆発するおそれがある。
光学異性体が存在するが、通常ラセミ体で利用される。

## 生産

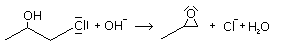
クロロヒドリンにアルカリを作用させると形式的に塩化水素が脱離してエポキシドを形成する。

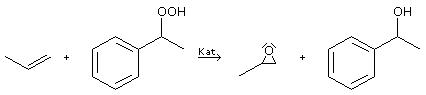
ハルコン法の例。副生成物のアルコールを脱水すればスチレンが得られる。

酸化プロピレンは各種化成品の出発原料として重要で、1990年の年間世界生産量は350万トン、2008年度日本国内生産量は 489,295t、消費量は 23,525t である。プロピレンを原料として合成され、生産方法としてはクロロヒドリン法とハルコン法の2つが工業化されている。
クロルヒドリン法は、プロピレンに塩素ガスと水を反応させてクロロヒドリンとし、水酸化ナトリウムや水酸化カリウム、水酸化カルシウムなどの塩基によって塩化水素を脱離させて合成する方法である。アルカリと塩素の中和反応の副生成物として大量の塩化ナトリウムまたは塩化カリウムが生成し、処理が必要となる。
ハルコン法は、プロピレンをイソブテンやエチルベンゼンなどの過酸化物を用い、触媒存在下で酸化する方法である。副生成物としてt-ブチルアルコールまたはスチレンなどが併産するが、クメンヒドロペルオキシド（クメンの過酸化物）を用いることで併産物の生じないプロセスも開発されている。
近年になり、プロピレンをtert-ブチルヒドロペルオキシドで酸化する方法が工業化された。さらに、過酸化水素を酸化剤とする方法がプラント化まで進んでいる。後者の反応の副成物は水のみであるため、工業設備を簡略化できる有利さが期待されている。
この他、適切な触媒を用いることでプロピレンを酸素によって直接酸化する方法も開発されつつある（例えば、公開特許公報 など）。

## 用途
酸化プロピレンをそのまま使用することは少なく、生産量のほぼ全てが他の化成品の原料として使用される。その他は、特殊用途の溶媒や燃料として用いられている。

### 化成品原料
工業的に製造された酸化プロピレンの大半はポリウレタンやポリエステルの製造に用いられる。  
加水分解によって得られるプロピレングリコールは、ヒトに対する毒性が低く、適度な親水性を持つことから、食料品や化粧品などの保水剤や界面活性剤の原料として広く利用されている。開環重合してできるポリプロピレングリコール（ポリプロピレンオキサイド）も同様に利用される。
その他、メタノールとの反応によって得られる1-メトキシ-2-プロパノールや、加アンモニア分解によって得られるプロパノールアミンなど、多くの化合物の合成原料として利用されている。

### 燃料
酸化プロピレンはかつて自動車レースの燃料として使われていたことがあるが、安全性の問題からすでに禁止されている。現在では模型用エンジン燃料に添加物として加えられることがあるほか、燃料気化爆弾に用いられることもある。

### 燻蒸剤
アメリカではアーモンドやピスタチオに混入するサルモネラを殺菌するための燻蒸剤として利用されている。なお、日本では農薬としての登録は失効している。

### 電子顕微鏡
生物試料を電子顕微鏡で観察する際に、脱水の過程で利用したエタノールを除き樹脂と交換するために用いられている。

## 安全性
ヒトに対する発がん性の懸念があり、国際がん研究機関はグループ2Bに分類している。
労働安全衛生法の特定第2類物質に指定されている。

## 法規制
- 化学物質の審査及び製造等の規制に関する法律（化審法）：第一種指定化学物質（1-68）
- 消防法：危険物第四類特殊引火物
- 医薬品、医療機器等の品質、有効性及び安全性の確保等に関する法律（薬機法）：劇薬
- 労働安全衛生法：危険物引火性の物、特定第2類物質、特別管理物質(変異原性が認められた既存化学物質)
- 高圧ガス保安法：可燃性ガス
- 海洋汚染等及び海上災害の防止に関する法律（海洋汚染防止法）：有害液体物質 C 類
- 船舶安全法：引火性液体類
- 航空法：引火性液体
- 港則法：引火性液体類

## 外部サイト
- 化学物質ファクトシート2011年版 1,2-エポキシプロパン[リンク切れ]（環境省）
- 化学物質の初期リスク評価書 No.47 1,2-エポキシプロパン（新エネルギー・産業技術総合開発機構）